# بالتایوو
بالتایوو (انگلیسی: Baltayevo) یک شهرک در شهرستان تویمازینسکی استان باشقیرستان کشور روسیه است.